# Vítkovce
Vítkovce jsou obec na Slovensku v okrese Spišská Nová Ves, v Košickém kraji.

## Geografická poloha
Obec se nachází v jižní části Hornádské kotliny a na severním úpatí Galmus.

### Sousední obce
Poráč, Olcnava, Spišský Hrušov, Vítkovce, Bystrany

### Vodní toky
Hornád

## Symboly obce
Znak byl schválen 13. října 1995.

## Historie

### Staré a cizí názvy obce
- 1277
- 1287
- 1327
- 1773

Německý název: 

Maďarský název:

## Politika

### Starostové obce
1990 - 2002 Jozef Pavlík (KDH)

2002 - 2006 Jozef Olejník (nekalá)

### Zastupitelstvo
1990 - 1994 - 12 poslanců

1994 - 1998 - 9 poslanců (9 KDH)

1998 - 2002 - 9 poslanců (8 KDH, 1 HZDS)

2002 - 2006 - 7 poslanců (5 PSNS, 1 HZDS, 1 KDH)

### Obyvatelstvo
Vývoj obyvatelstva od roku 1869:
| Rok sčítání | Počet obyvatel | Počet domů |
| ----------- | -------------- | ---------- |
| 1869        | 545            | -          |
| 1880        | 168            | 33         |
| 1890        | 184            | 35         |
| 1900        | 184            | 39         |
| 1910        | 182            | 36         |
| 1921        | 189            | 40         |
| 1930        | 205            | 37         |
| 1950        | 246            | 39         |
| 1961        | 334            | 52         |
| 1970        | 413            | 66         |
| 1980        | 455            | 76         |
| 1991        | 396            | 89         |
| 2001        | 509            | 90         |

Složení obyvatelstva podle náboženského vyznání (2001):
|                          | Počet obyvatel | %    |
| ------------------------ | -------------- | ---- |
| Římskokatolická církev   | 491            | 96,5 |
| Řeckokatolická církev    | 1              | 0,2  |
| Evangelická církev a. v. | 2              | 0,4  |
| Bez vyznání              | 1              | 0,2  |
| Ostatní a nezjištěno     | 1              | 0,2  |

Složení obyvatelstva podle národnosti (2001):
|                      | Počet obyvatel | %    |
| -------------------- | -------------- | ---- |
| Slovenská            | 444            | 87,2 |
| Romská               | 47             | 9,2  |
| Ostatní a nezjištěno | 18             | 3,5  |

## Kultura a zajímavosti

### Památky
Katolický kostel sv. Filipa a Jakuba
Raněgotický z druhé poloviny 13. století s renesanční klenbou a koncem 19. století upravován. V kostele se nacházejí fragmenty gotické nástěnné malby z poloviny 14. stol., výjevy z legendy o sv. Ladislavu a Korunování Panny Marie. Hlavní oltář v kostele je barokní z poloviny 18. století. Boční oltář Piety je neorenesanční z konce 19. století.

## Hospodářství a infrastruktura

### Farní úřad
Filiálka římskokatolický úřadu Spišský Hrušov

### Školství
- Mateřská škola - č.. d. 81
- Základní škola 1. - 4. - Č.. d. 81